# Vila Verde dos Francos
Vila Verde dos Francos is een plaats (freguesia) in de Portugese gemeente Alenquer en telt 1 290 inwoners (2001).